# Венецуелски горски ботропс
Венецуелските горски ботропси (Bothrops medusa) са вид влечуги от семейство Отровници (Viperidae).
Срещат се в ограничен район по северното крайбрежие на Венецуела.
Таксонът е описан за пръв път от германския херпетолог Рихард Щернфелд през 1920 година.